# Jason Piper
Jason Piper (Leicestershire, 1976) is een Brits acteur en professioneel danser die de stem van de centaur Ban vertolkt, in de vijfde filmadaptatie van de Harry Potter-boeken: Harry Potter en de Orde van de Feniks.
Verder is hij tutor aan de universiteit van Kingston. Hier is hij tevens Head of Dance.
Piper volgde een dansopleiding aan de London Contemporary Dance School, waarna hij zich bij de Richard Alston Dance Company voegde. Sinds zijn achttiende danst hij fulltime. Piper had onder meer een hoofdrol in het klassieke Zwanenmeer en toerde onder meer met Kylie Minogue, Christina Aguilera, Shirley Bassey en Miss Dynamite.

## Filmografie
- Harry Potter en de Orde van de Feniks (2007, stem)
- Piccadilly Jim (2005)
- Alfie (2004)
- Finding Neverland (2004)